# ییرنی
ییرنی (به چکی: Jirny) یک منطقهٔ مسکونی در جمهوری چک است که در ناحیه پراگ-شرق واقع شده‌است. ییرنی ۸٫۲۳ کیلومتر مربع مساحت و ۲٬۱۷۷ نفر جمعیت دارد و ۲۵۰ متر بالاتر از سطح دریا واقع شده‌است.